# Diego Sarmiento de Sotomayor y Luna
Diego Sarmiento de Sotomayor (c. 1590-1675), III conde de Salvatierra, fue un noble y político español al servicio de Felipe IV de España.

## Biografía
Fue el tercero de los vástagos de Diego Sarmiento de Sotomayor, I conde de Salvatierra, y su esposa, Leonor de Luna y Enríquez de Almansa. Su madre era hija de Antonio de Luna y Enríquez de Almansa, VII señor de Fuentidueña. Tuvo por hermanos:
- García Sarmiento de Sotomayor y Luna, II conde de Salvatierra, Virrey de la Nueva España, XVI virrey del Perú y asistente de Sevilla.[1]
- Antonio Sarmiento de Luna y Enríquez, obispo de Coria y después de Sigüenza.
- Francisco Sarmiento de Luna (1615-1683), agustino, obispo de Michoacán, Almería y Coria.
- Luisa Enríquez de Sarmiento (-1675), casada con Philippe Balthazar de Gand, conde de Isenghien.

El 13 de abril de 1620 le fue concedida la encomienda de Beteta en la orden de Calatrava, con un valor de 187 000 maravedíes.
Tres años después, el 1 de febrero de 1623 juró como gentilhombre de boca de Felipe IV, junto con Bernardino de Benavides y Gaspar de Tebes, acemilero mayor del rey y caballero de Santiago. Tanto Diego Sarmiento como Bernardino de Benavides habían sido meninos de Felipe IV siendo príncipe.
En 1659 tras la muerte sin descendencia de su hermano García en Lima, donde había ejercido hasta 1655 el cargo de virrey del Perú se convirtió en III conde de Salvatierra.
Murió en 1675.

## Matrimonio
Contrajo matrimonio con Juana de Isasi Idiáquez, II condesa de Pie de Concha. Fueron padres de tres hijos, entre ellos María Agustina Sarmiento de Sotomayor, retratada por Diego Velázquez en el cuadro de Las Meninas.

## Iconografía
Un retrato de Juan Pantoja de la Cruz, conservado en el Hermitage, es tradicionalmente con Diego Sarmiento de Sotomayor.

## Órdenes y empleos

### Órdenes
- Orden de Alcántara.
  - Comendador de Beteta. (1620-)

### Empleos
- Gentilhombre de Boca del Rey de España (1623)
- Consejero del Consejo de Estado
- Consejo de Guerra
  - Consejero
  - Fiscal (1629-)[4]

### Individuales
1. ↑  Emilio González López: Los políticos gallegos en la corte de España y la convivencia Europea. Galicia en los reinados de Felipe III y Felipe IV. Consultado el 1 de diciembre de 2017
2. ↑  Gascón de Torquemada, 1991, p. 77.
3. ↑  «Portrait of Diego de Villamayor». Museo del Hermitage (en inglés).
4. ↑  Gascón de Torquemada, 1991, p. 306.